# 辛格瓦德拉湖
辛格瓦德拉湖是冰島西南部的一個裂谷湖。該湖面積約84平方（32平方英里），是冰島上最大的天然湖泊。湖底最深處有114公尺。冰島議會便是於930年在該湖北岸的辛格韋德利成立。
辛格瓦德拉湖有部份處於辛格韋德利國家公園，湖中的火山島清楚可見。湖周圍的裂縫和斷層正是歐亞和北美洲板塊相會處，著名的阿爾曼納陡崖峽谷是其中最大的斷層。 Silfra裂溝是該湖一處潛水和浮潛的熱門地點。Sog河是湖水唯一的流出處。
辛格瓦德拉湖的其中一個特點是湖中有北極紅點鮭的四個變種。

## 外部連結
- 辛格韋德利官方網站 http://www.thingvellir.is/english（英文） （页面存档备份，存于）